# نورمن کوربی
نورمن کوربی (انگلیسی: Normand Corbeil; ۶ آوریل ۱۹۵۶ – ۲۵ ژانویهٔ ۲۰۱۳) آهنگساز اهل کانادا بود که برای آثارش در فیلم‌ها، بازی‌های ویدئویی و تلویزیون شهرت داشت.
کوربی در سال ۲۰۱۰، برندهٔ جایزه بفتا و فرهنگستان هنر و علوم تعاملی برای ساخت حاشیه صوتی بازی ویدئویی هوی رین، بر روی کنسول پلی‌استیشن ۳ شد. او همچنین در سال ۲۰۰۵ آهنگسازی بازی فارنهایت، که تحت نام ایندیگو پرافسی نیز شناخته می‌شود را بر عهده داشت. ماوراء: دو روح آخرین اثری است که کوربی ساخته، اما قبل از مرگش نتوانست آن را به پایان برساند، به همین دلیل این بازی به وی اختصاص داده‌شد.
کوربی همچنین آهنگسازی فیلم‌هایی همچون مخاطره مضاعف (۱۹۹۹)، هنر جنگ (۲۰۰۰)، و عملیات افراطی (۲۰۰۳) را عهده‌دار بود.

## مرگ
کوربی که از اوت ۲۰۱۲، به سرطان لوزالمعده مبتلا بود، در ۲۵ ژانویه ۲۰۱۳، در سن ۵۶ سالگی درگذشت.